# Só (betű)
A ϸ (gyakori nevein só vagy szan) a görög ábécéhez a baktriai nyelv lejegyzésére hozzáadott betű. Hasonlít az óangol és izlandi tüskére (þ), melyet modern nyomtatott szövegben használtak lejegyzéséhez, de történelmileg nem kapcsolódnak. Feltehetően az ʃ hanghoz hasonlót jelölt. Általában š-re írják át.

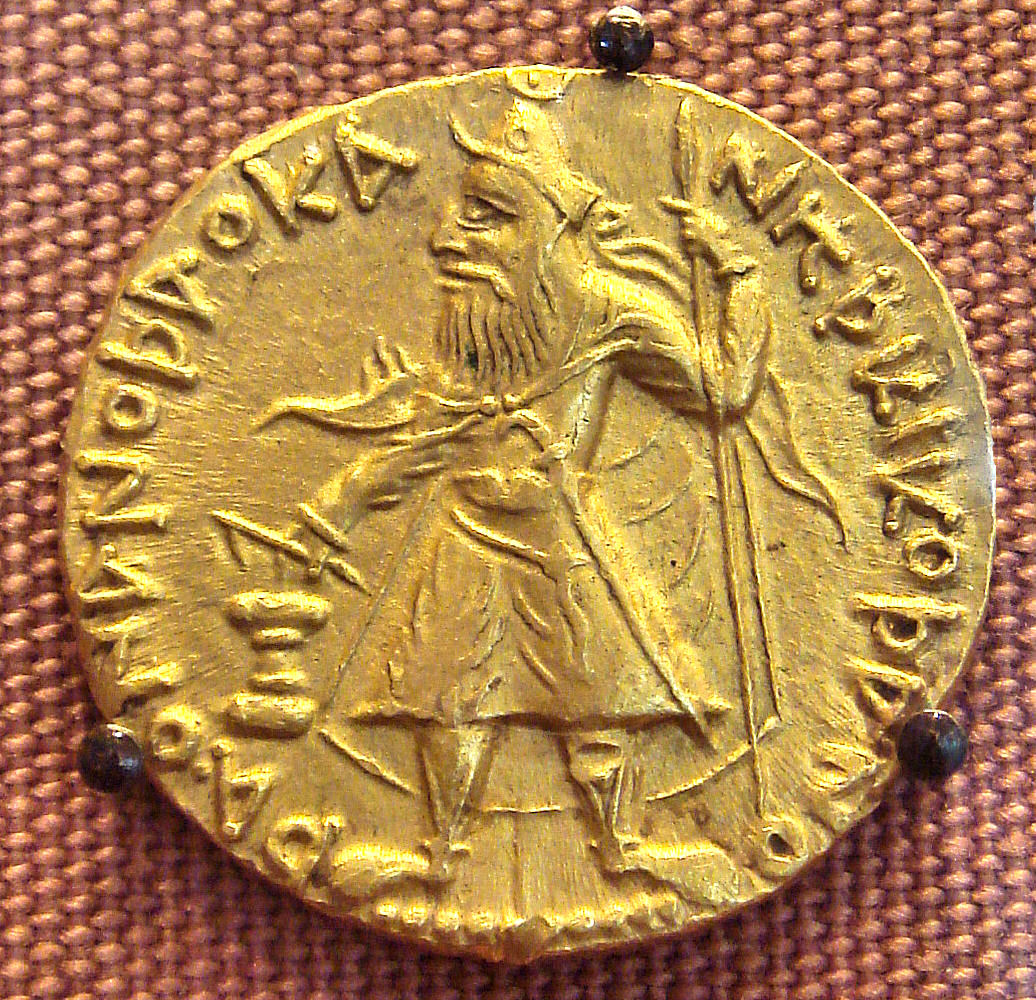
I. Kaniska érméje, rajta a ϷΑΟΝΑΝΟϷΑΟ ΚΑΝΗϷΚΙ ΚΟϷΑΝΟ (Šaonanošao Kanēški Košano, „Királyok királya, Kaniska, a kusai”).

Baktriai Ϸ három történelmi írásmódban és modern betűtípusban.

Eredeti neve és helye a baktriai ábécében, ha volt, ismeretlen. Egyes szerzők szannak nevezték azon a hipotézisen alapulva, hogy a szan újabb változata lehetett. E betű (ϸ) hasonlít, talán véletlenül, a görög alapú káriai ábécé 𐊮 betűjére, mely szintén a [ʃ] hangot jelentette. A „só” név a modern számítógépes kódoláshoz jelent meg 2002-ben a hasonló kinézetű ró (ρ) mintájára. A Ϸ a Unicode 4.0-ban (2003) jelent meg nagy- és kisbetűs változatban.

## A[ʃ]további megjelenései a görög ábécében
A modern ciprusi görög dialektusban is van [ʃ], de jele hacsek [ˇ] a Ciprusi Egyetem Szintikhiész lexikográfiai adatbázisa alapján. például a μάσ̌σ̌αλλα [ˈmaʃːalːa] átirata „masalla”. Ezenkívül használják az ι betűt, melyet gyakran a megelőző mássalhangzó helyettesítésére is használnak hasonló hatáshoz, például a szabványos görög nyelv χέρι [ˈçeɾi] szava a ciprusi görögben σιέρι [ˈʃeɾi] alakú.
A hellén nyelvnek vagy a görög nagyon távoli dialektusának tekintett cakón nyelvben jelen van a [ʃ] hang. Írásmódja [σχ] vagy Thanaszisz Kosztakisz írásában [σ̌].

| Megjelenés | Kódpontok | Hivatalos név            |
| ---------- | --------- | ------------------------ |
| Ϸ          | U+03F7    | GREEK CAPITAL LETTER SHO |
| ϸ          | U+03F8    | GREEK SMALL LETTER SHO   |

## Fordítás
Ez a szócikk részben vagy egészben  a   Sho (letter) című angol Wikipédia-szócikk ezen változatának fordításán alapul.  Az eredeti cikk szerkesztőit annak laptörténete sorolja fel. Ez a jelzés csupán a megfogalmazás eredetét és a szerzői jogokat jelzi, nem szolgál a cikkben szereplő információk forrásmegjelöléseként.